# Leo XIII.

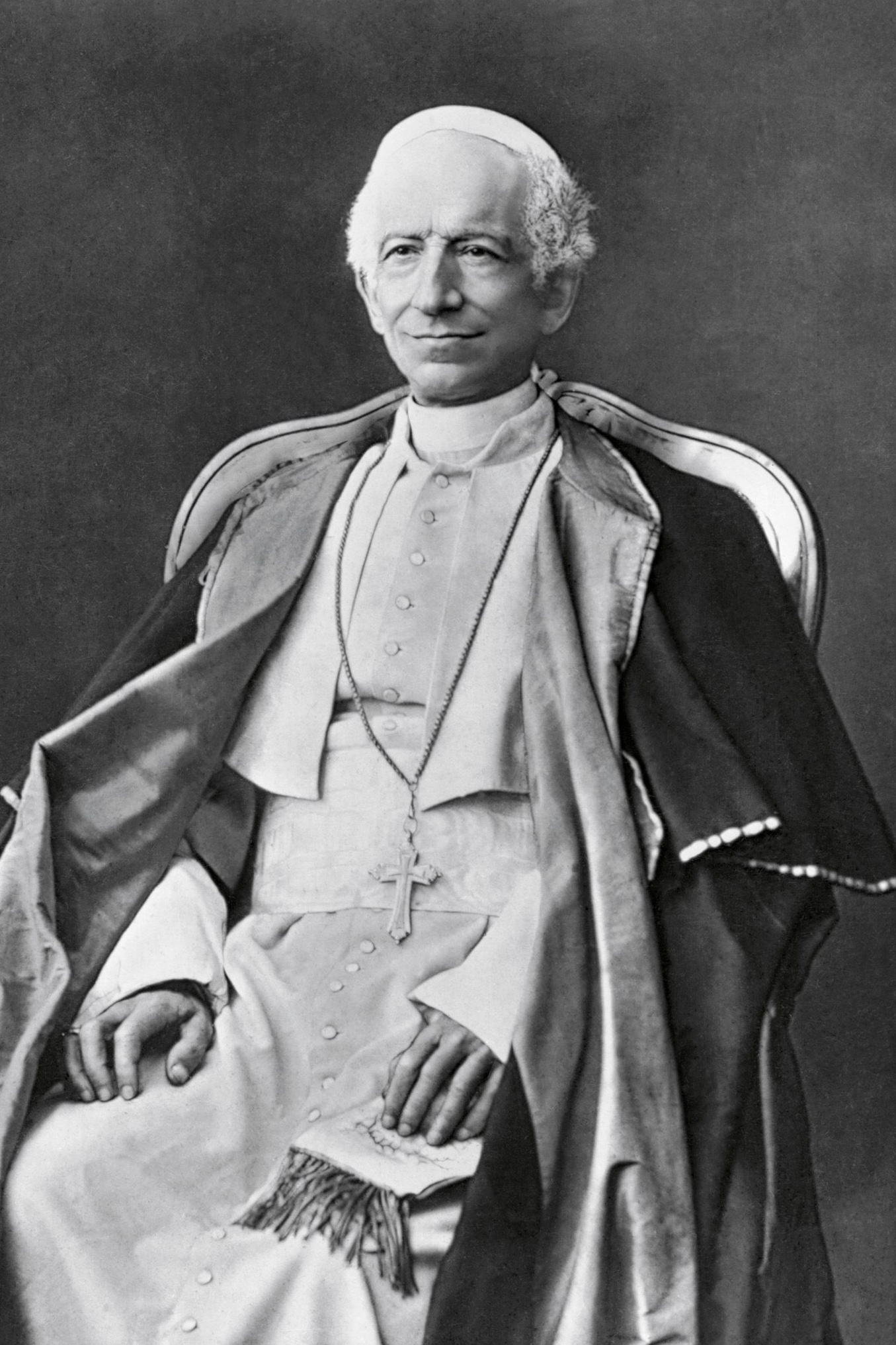
Papst Leo XIII. (1878)

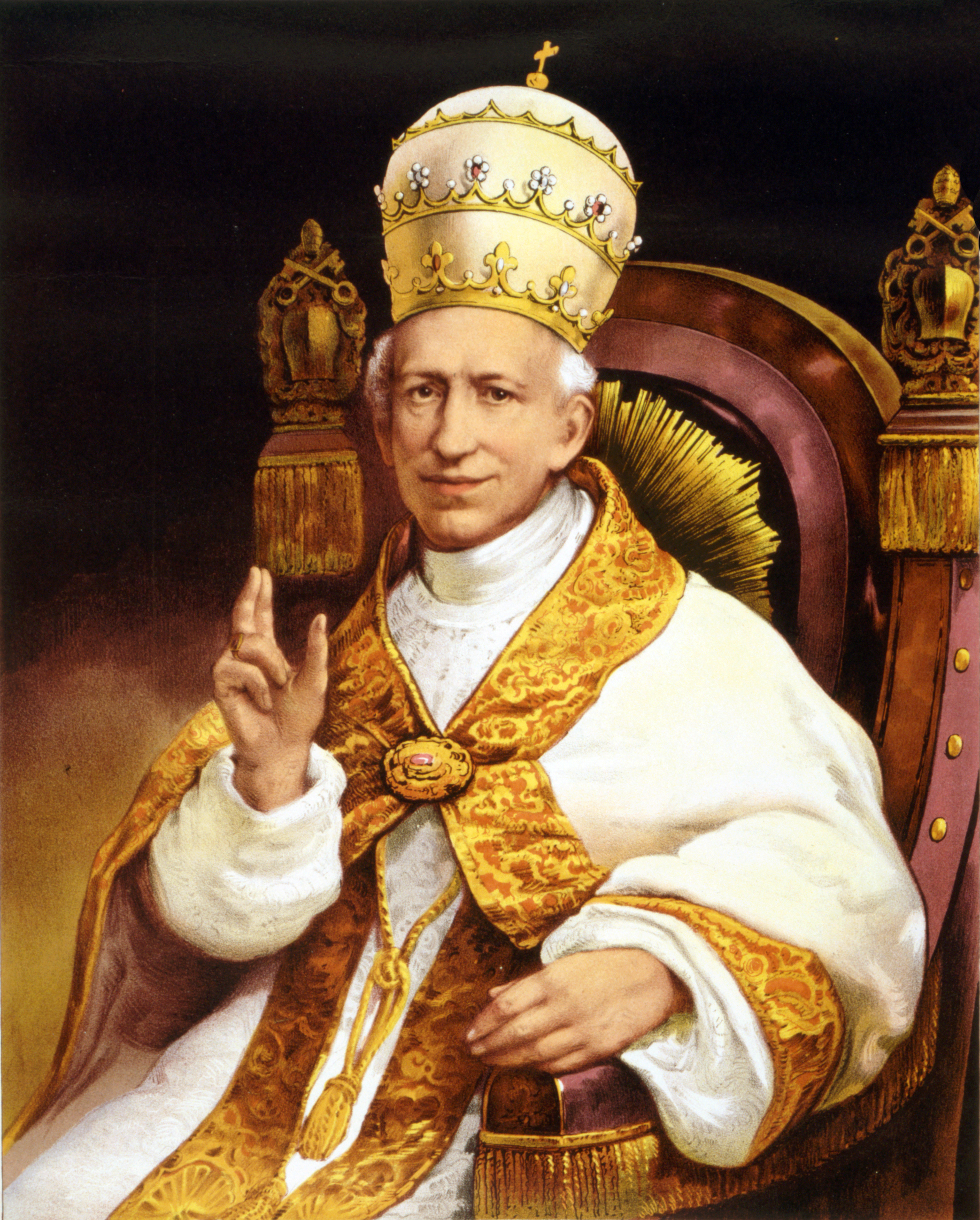
Leo XIII., photomechanischer Druck, um 1878.

Leo XIII. (* 2. März 1810 in Carpineto Romano als Vincenzo Gioacchino Pecci; † 20. Juli 1903 in Rom) war von 1878 bis 1903 der 256. Papst der römisch-katholischen Kirche.
Leo XIII. ist als „politischer Papst“ in die Geschichte eingegangen. Die von vielen gefürchtete Dogmenhäufung nach der Unfehlbarkeitserklärung aus dem Jahre 1870 unter Pius IX. blieb aus. Wohl aber kann man Leo XIII. den ersten Enzyklikenpapst nennen; er verfasste 86 dieser päpstlichen Rundschreiben (deren erstes auf Benedikt XIV. zurückgeht), darunter sieben zur Marienverehrung. Sein Ziel war es, die Kirche aus ihrer selbstgewählten Isolation gegenüber den neuzeitlichen gesellschaftlichen und politischen Entwicklungen herauszuführen, jedoch war er von der Notwendigkeit einer „zeitlichen Macht“ des Papstes (als Oberhaupt des Kirchenstaates) überzeugt. Einerseits orientierte er sich an der hochmittelalterlichen Ordnung von Kirche und Staat, andererseits verfasste er die erste Sozialenzyklika der römisch-katholischen Kirche und wertete damit die katholische Soziallehre auf. Wegen seiner Anteilnahme an sozialen Fragen wurde er mit dem Attribut „Arbeiterpapst“ und dem Beinamen „der Soziale“ bekannt.
Leo XIII. starb am 20. Juli 1903 in Rom im Alter von 93 Jahren. Kein amtierender Papst wurde bisher älter. Benedikt XVI. hatte als 85-Jähriger auf das Papstamt verzichtet und wurde als emeritierter Papst 95 Jahre alt.

## Werdegang
Vincenzo Gioacchino Pecci entstammte dem niederen Landadel. Vertreter der Familie standen bereits unter den Päpsten Benedikt XIV. bis Pius VII. in kirchlichen Diensten. Sein Vater Ludovico Pecci war Kriegskommissar und Oberst.

### Ausbildung
Bereits als Junge galt er als hochbegabt und entwickelte eine Vorliebe für das Lateinische. Von 1818 bis 1824 ging er am Jesuitenkolleg in Viterbo zur Schule, von 1824 bis 1832 folgte das Theologiestudium am Collegium Romanum. Die Ausbildung für den päpstlichen Verwaltungs- und Diplomatendienst an der Accademia dei Nobili Ecclesiastici in Rom dauerte von 1832 bis 1837. Pecci promovierte 1835 zum Doktor beider Rechte (Dr. iur. utr.).
Am 31. Dezember 1837 empfing der Kirchenjurist und Theologe durch Kardinalvikar Carlo Odescalchi die Priesterweihe. Bereits von 1838 bis 1841 war er päpstlicher Gesandter in Benevento, danach im gleichen Rang in Perugia.

### Bischof

Wappen von Gioacchino Vicenzo Pecci als Camerlengo während der Sedisvakanz 1878

1843 ernannte ihn Papst Gregor XVI. zum Titularerzbischof von Tamiathis und sandte ihn als Nuntius nach Belgien, von wo er allerdings auf Wunsch des Königs wieder abberufen wurde. Von 1846 bis 1878 war er Bischof von Perugia, wo er den Dom im neugotischen Stil umgestalten ließ. Am 19. Dezember 1853 wurde er von Papst Pius IX. zum Kardinal mit der Titelkirche San Crisogono erhoben. Er vertrat dort zunächst eine streng konservative und wissenschaftsfeindliche Linie. Zur Stärkung der Traditionen sollte seine Reform des Theologiestudiums dienen.
In der Umbruchsphase der Loslösung Umbriens vom Kirchenstaat (1860) war Pecci Anführer der Bischöfe gegen das italienische Staatskirchentum. In dieser Zeit musste sich Kardinal Pecci im Jahr 1862 vor Gericht „wegen Aufreizung zur Verachtung der bestehenden Staatsordnung“ (Verwarnung von drei Priestern) verantworten. Der Vorladung hatte er aber nicht Folge geleistet, sondern eine Denkschrift verfasst, in welcher er seine Rechte und Pflichten als Kardinal darlegte. Die Klage wurde daraufhin abgewiesen und hatte in der Folge auch keine Auswirkungen auf seinen weiteren Werdegang.
Mitte der 1870er-Jahre öffnete er sich allmählich der modernen Kultur und Technik. Nach dem Tod des bisherigen Camerlengos Filippo de Angelis wurde er 1877 zum Nachfolger ernannt. In dieser Funktion führte Kardinal Pecci die Amtsgeschäfte während der Sedisvakanz im Jahr 1878. Er wurde als Kandidat der Gemäßigten am 20. Februar nach zweitägigem Konklave, dem ersten in der Sixtinischen Kapelle, zum Nachfolger von Pius IX. gewählt.

## Pontifikat

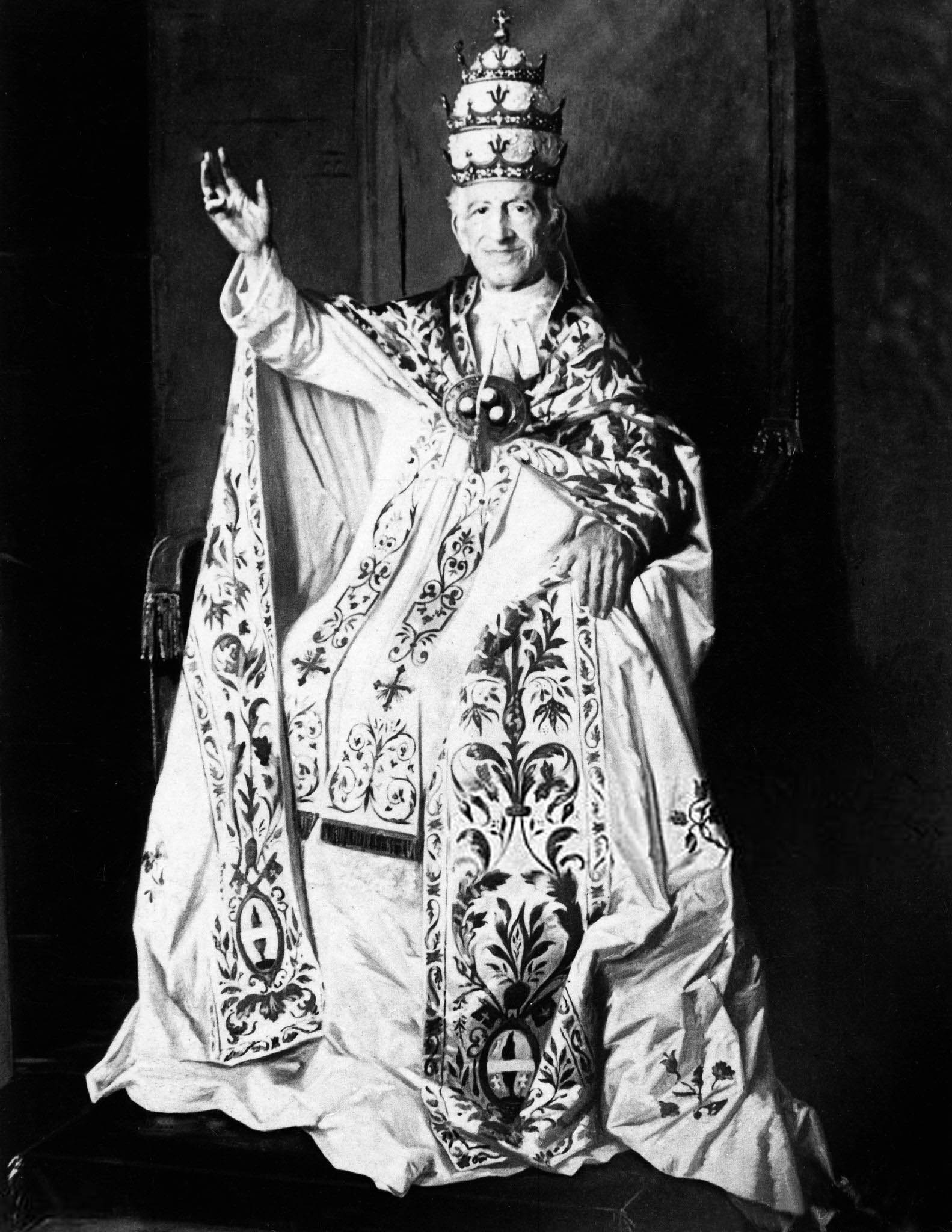
Papst Leo XIII. mit der Tiara (Bild von Giuseppe Ugolini, zw. 1887 und 1897)

Die Krönung Papst Leos erfolgte am 3. März 1878 in der Sixtinischen Kapelle. Seine angegriffene Gesundheit ließ ein eher kurzes Übergangspontifikat erwarten.
Seine Wahl des Papstnamens Leo war ein Zeichen der Verehrung für Leo XII. und dessen persönliche Tugenden, aber auch ein Signal für den von ihm angestrebten Wandel in der Stellung des Papsttums.
Der Münzgraveur Max von Kawaczynski schuf für das 25-jährige Papstjubiläum 1903 eine künstlerische Medaille mit dem Porträt Leo XIII., das er bereits „zum Ablassjahr 1900“ für eine Zinnmedaille im deutschsprachigen Raum entworfen hatte.

### Restauratives Programm
Ohne einschneidend mit der Politik seiner Vorgänger zu brechen, erstrebte er als Antwort auf die Nöte seiner Zeit die Restauration der von ihm als vorbildlich erachteten hochmittelalterlichen Ordnung von Kirche und Staat. Dabei stand die Reform des Theologiestudiums mit ihrer Orientierung an Thomas von Aquin an erster Stelle. Sein persönliches Vorbild war Innozenz III. (1198–1216); 1891 ließ er dessen sterbliche Überreste nach Rom überführen und in San Giovanni in Laterano beisetzen.
Die Hinwendung zum Mittelalter fand ihren symbolischen Ausdruck im Kirchenbau jener Zeit; vornehmlich wurden neogotische Gotteshäuser errichtet. Dieses rückwärts gewandte Programm Leos XIII. war insofern zum Scheitern verurteilt, als er die unwiderruflichen Folgen des gesellschaftlichen Wandels im 19. Jahrhundert nicht beachtete. Mit einer bloßen Negation der europäischen Revolutionen 1848/1849 waren ihre Folgen nicht aus der Welt zu schaffen. Das nachrevolutionäre Europa bot seiner Vision universalen Papsttums mit geistlichem Führungsanspruch keinen Nährboden.

### Verhältnis zu den Ortskirchen und zur Weltmission
Im Bewusstsein der universalen Stellung des Papsttums verstärkte Leo XIII. den römischen Zentralismus. Die Bischöfe erhielten häufig genaue Instruktionen, und päpstliche Interventionen in den einzelnen Ländern wurden immer häufiger. Dazu wurde die Stellung der Nuntien gegenüber den Bischöfen gestärkt. Auch die zunehmenden Pilgerfahrten nach Rom und Reformen in der Organisationsstruktur der Orden (z. B. bei den Benediktinern und Franziskanern) dienten zur Verstärkung der Bindungen von Klerus und Laien an den Heiligen Stuhl.
Unter Leo XIII. wurde die Weltmission auf eine neue organisatorische Grundlage gestellt und ausgeweitet. Es gab gleichsam einen Globalisierungsschub bei den kirchlichen Strukturen: 48 Apostolische Vikariate und 248 Diözesen wurden neu errichtet.

### Verhältnis zu anderen Staaten

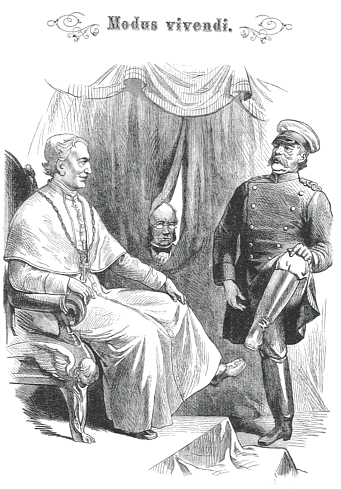
Karikatur von Wilhelm Scholz zur Beendigung des Kulturkampfes. Papst und Reichskanzler fordern sich gegenseitig zum Fußkuss auf, im Hintergrund Ludwig Windthorst.

In der Auseinandersetzung mit dem italienischen Staat untersagte der Papst den Katholiken die parlamentarische Mitwirkung. Durch Zugeständnisse an Otto von Bismarck (gegen den Willen der Zentrumspartei) beendete Leo XIII. den Kulturkampf. Er forderte die französischen Katholiken zum Frieden mit der Republik auf, denn er wollte seine Kräfte auf die Auseinandersetzung mit Italien konzentrieren, was letztlich scheiterte.
Bei der Beilegung der Streitigkeiten mit der Schweiz und den lateinamerikanischen Staaten war er erfolgreicher. Er knüpfte engere Kontakte zu Russland und den Vereinigten Staaten, die Beziehungen zu England und Spanien verbesserten sich. Die Vermittlung im Konflikt um die Karolinen (1885), ein geschickter taktischer Zug Bismarcks, wertete zusätzlich die internationale Stellung des Papsttums auf. Das von ihm angestrebte Maß von politischer Mitsprache und Einflussnahme konnte er jedoch nicht erreichen. Auch die Teilnahme an der Haager Friedenskonferenz von 1899 kam nicht zustande.
In der am 16. Februar 1892 veröffentlichten Enzyklika Au milieu des sollicitudes anerkannte Leo XIII. die Dritte Französische Republik und ließ den französischen Katholiken die Wahl, welche Regierungsform sie unterstützen. Er begründete dies unter anderem damit, dass für ihn unabhängig von politischen Systemen Religion allein soziale Bindungen schaffen könne, was zur Bewahrung des Friedens einer Nation reiche.

### Franziskanischer Dritter Orden
Seit 1872 war Leo XIII. Mitglied im franziskanischen Dritten Orden. Er förderte diese Gemeinschaft und approbierte 1883 deren neue Statuten durch die apostolische Konstitution Misericors Dei Filius, weil er im Dritten Orden ein Mittel zur Wiederverchristlichung der Menschen und zur Lösung der Sozialen Frage sah.

### Verhältnis zur Freimaurerei
Am 20. April 1884 veröffentlichte Papst Leo XIII. die Enzyklika Humanum genus, der zufolge die Menschheit aus zwei gegnerischen Gruppen besteht; die eine kämpfe für Wahrheit und Tugend, die andere für Lüge und Laster. Die eine entspreche dem Reich Gottes auf Erden, der Kirche Jesu Christi, die andere dem Königreich Satans, das durch die Freimaurerei geleitet oder gefördert werde. Spätere von ihm verfasste Schriften gegen die Freimaurerei waren Dall’alto dell’Apostolico Seggio, Custodi di quella fede und Inimica vis.

### Stärkung der Katholischen Soziallehre
Die berühmte Enzyklika Rerum Novarum (dt. Geist der Neuerung) 1891 begründete den Ruf Leos XIII. als „Arbeiterpapst“. Er prangerte die Ausbeutung der Arbeiter an und wies auf ihre Verelendung infolge der Industrialisierung hin. Zudem beschrieb er deren negative Auswirkungen auf Wirtschaft und Staat und zeigte einen Weg zur Besserung der Verhältnisse auf. Gleichzeitig wandte er sich gegen den Sozialismus als Ausweg aus der Misere und befürwortete das Privateigentum. Der Papst entwickelte mit dieser Enzyklika eine Lehre von der menschlichen Person und ihren Rechten, von der Ordnung der Wirtschaft, von der Koalitionsfreiheit der Arbeiter und der sozialen Verpflichtung des Staates. Arbeitsschutz sei eine staatliche Aufgabe, ebenso der gesetzliche Rahmen für die Arbeiterrechte. Seitdem kann man von einer lehramtlich fundierten kirchlichen Soziallehre sprechen. Diese Enzyklika wird als die „Mutter aller Sozialenzykliken“ betrachtet; die nachfolgenden Päpste bezogen sich darauf mit „Fortentwicklungsenzykliken“. Laut André Habisch, Professor für Wirtschafts- und Sozialethik an der Katholischen Universität Eichstätt-Ingolstadt, ist die Enzyklika bis in die Gegenwart prägend für die deutsche Wirtschaftsordnung.

### Verhältnis zu anderen Kirchen (Ökumene)
Sein Engagement für eine Beendigung der Schismen zu den Orthodoxen Kirchen und zu den Anglikanern hatte keinen Erfolg, da er von ihnen forderte, dass sie seinen Primat anerkennen und die Anglikaner ihre Weiheriten für ungültig erklären sollten.
Leo XIII. forderte mit dem Apostolischen Schreiben Orientalium dignitas (1894) von den anderen Kirchen, dass sie sich in der Frage des Primates dem Papst unterwerfen sollten.
Die päpstliche Bulle Apostolicae curae (1896) erklärt die Weihe von Diakonen, Bischöfen und Priestern in den Anglikanischen Kirchen (einschließlich der Church of England) für ungültig. Gleichzeitig erkannte er die Weihen der orthodoxen und orientalischen Kirchen an.

### Verhältnis zur Theologie und zur Wissenschaft
Der Papst unterstützte die historische Forschung und öffnete 1881 das Vatikanische Archiv für Gelehrte aller Konfessionen. 1891 gründete er die vatikanische Sternwarte Specola Vaticana in der päpstlichen Sommerresidenz von Castel Gandolfo, die einzige naturwissenschaftliche Forschungseinrichtung des Vatikans. In der Enzyklika Providentissimus Deus (1893) ermutigte Papst Leo zum Bibelstudium und warnte gleichzeitig vor rationalistischen Interpretationen, die die Inspiration der Heiligen Schrift leugneten.
1897 approbierte Leo XIII. außerdem die Gründung der Catholic University of America in Washington, D.C. Im apostolischen Brief Testem Benevolentiae (1899) verurteilte er die Häresie des Amerikanismus, einer theologischen Reformbewegung in den Vereinigten Staaten von Amerika, da diese den Katholiken in den USA eine Anpassung an die Zivilreligion der US-amerikanischen Kultur vermitteln wollte. Diese Reformbewegung war aus päpstlicher Sicht zu liberal, da sie die Bedeutung von Glaubensinhalten zugunsten praktischen Verhaltens vernachlässige.

### Marienfrömmigkeit
Im Rundschreiben Octobri mense (1891) betonte Leo XIII. die Mittlerfunktion Marias und förderte insbesondere den Rosenkranz, dem er sieben Enzykliken widmete. „Gnade und Wahrheit“ kämen „durch Jesus Christus“.(Joh 1,17 ) Aber nur durch Maria würden „die Gnaden aus diesem Schatz“ uns verliehen. Niemand könne „zum Vater im Himmel kommen als durch den Sohn“. Er fuhr fort: „so ähnlich kann niemand zu Christus kommen als durch seine Mutter.“ Hauptmotiv der Marienfrömmigkeit sei, dass Gläubige sich an Maria wendeten, weil sie „Gottes Gerechtigkeit“ fürchteten, denn Maria als „die Mutter des allmächtigen Gottes“ sei „ganz gütig, nachsichtig und barmherzig“. Jeder Gläubige solle die „Marienverehrung zu seiner liebsten und teuersten Angelegenheit machen“, so Leo XIII. im Rundbrief Augustissimae Virginis Mariae (1897).
Mit der Marienverehrung Leos XIII. setzte sich der baptistische Theologe Franz Graf-Stuhlhofer auseinander und äußerte Bedenken gegen das Gottesbild: „Hier wird Gott als zwar streng, aber glücklicherweise von der ihm zur Seite stehenden Maria leicht beeinflussbar dargestellt.“ Außerdem erscheine Maria „als die eigentliche Mittlerin zwischen Gott und den Menschen“. Es entstehe der Eindruck, wir „sollen uns an Maria wenden, die unsere Anliegen an Gott weiterleitet.“

### Herz-Jesu-Verehrung

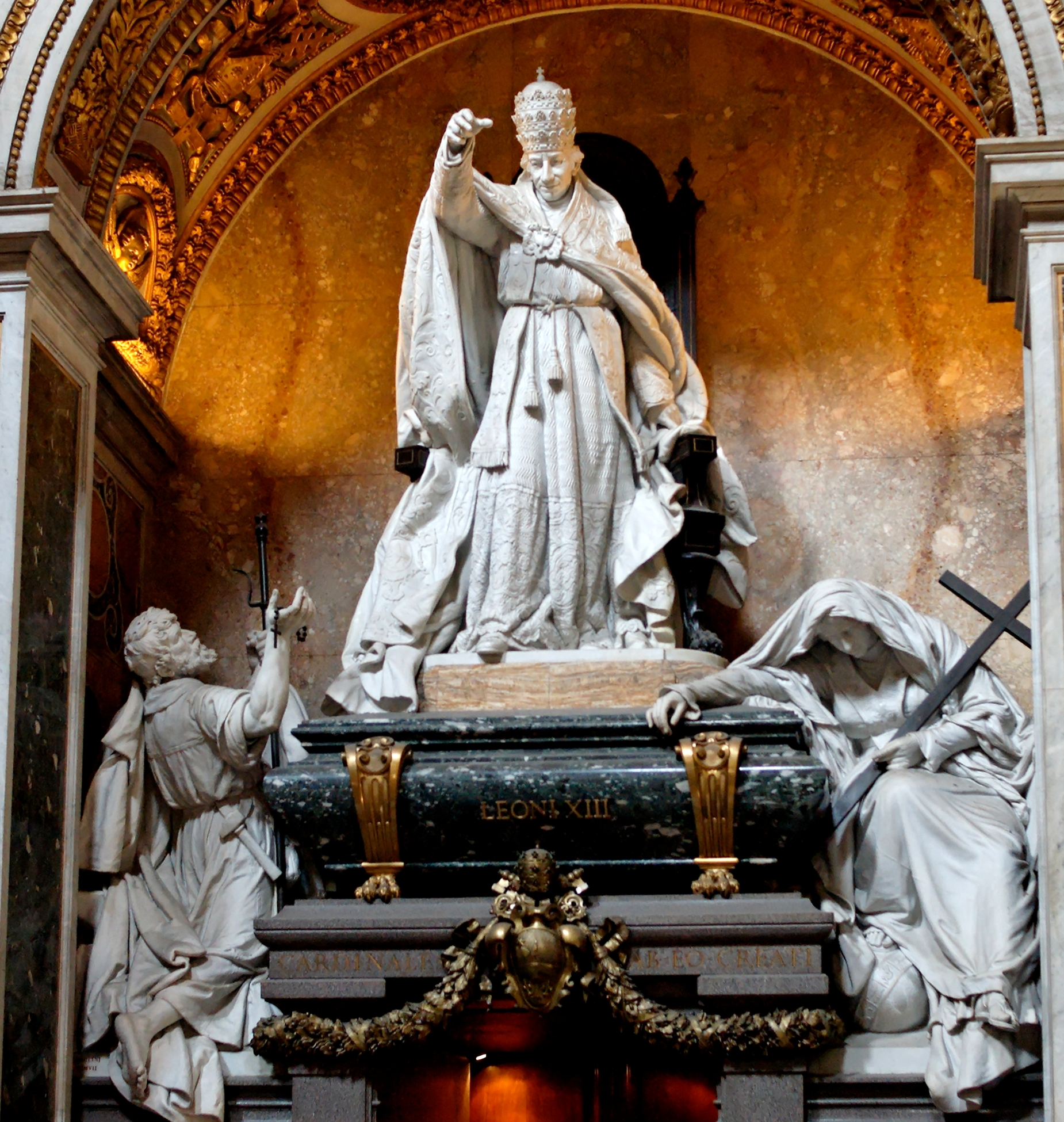
Leos Grab in San Giovanni in Laterano

Leo XIII. förderte die Verehrung des Herzens Jesu, dem er am 11. Juni 1899 die gesamte Menschheit weihte. Er erläuterte diese Weihe in seiner Enzyklika Annum sacrum (Heiliges Jahr, bezogen auf das bevorstehende Jahr 1900).

### Tod, Organentnahme und Grab
Leo XIII. wurden nach seinem Tode als bisher letztem Papst sämtliche Organe entnommen. Sein Nachfolger, Pius X. (1903–1914), wünschte dies ausdrücklich nicht. Seitdem ist diese Praxis nicht mehr gängig. Allerdings flammte die Diskussion 2005 wieder auf, als Polen das Herz des verstorbenen Papstes Johannes Paul II. begehrte. Das Kardinalskollegium blieb bei der von Pius X. getroffenen Entscheidung und lehnte derartige Wünsche ab. Die Entnahme von Organen ist somit erst nach einer Kanonisation möglich. Diese werden dann als Reliquien verehrt.
Leo XIII. wurde zunächst im Petersdom bestattet. Sein heutiges Grab liegt in der Basilika San Giovanni in Laterano.

### Rezeption
„Leo ist [...] derjenige Papst, der die katholische Kirche in die aus der industriellen Revolution hervorgegangene Welt hineingeführt und den Versuch unternommen hat, die unverkürzte Überlieferung mit dem modernen Geist zu versöhnen.“

## Enzykliken und Apostolische Rundschreiben

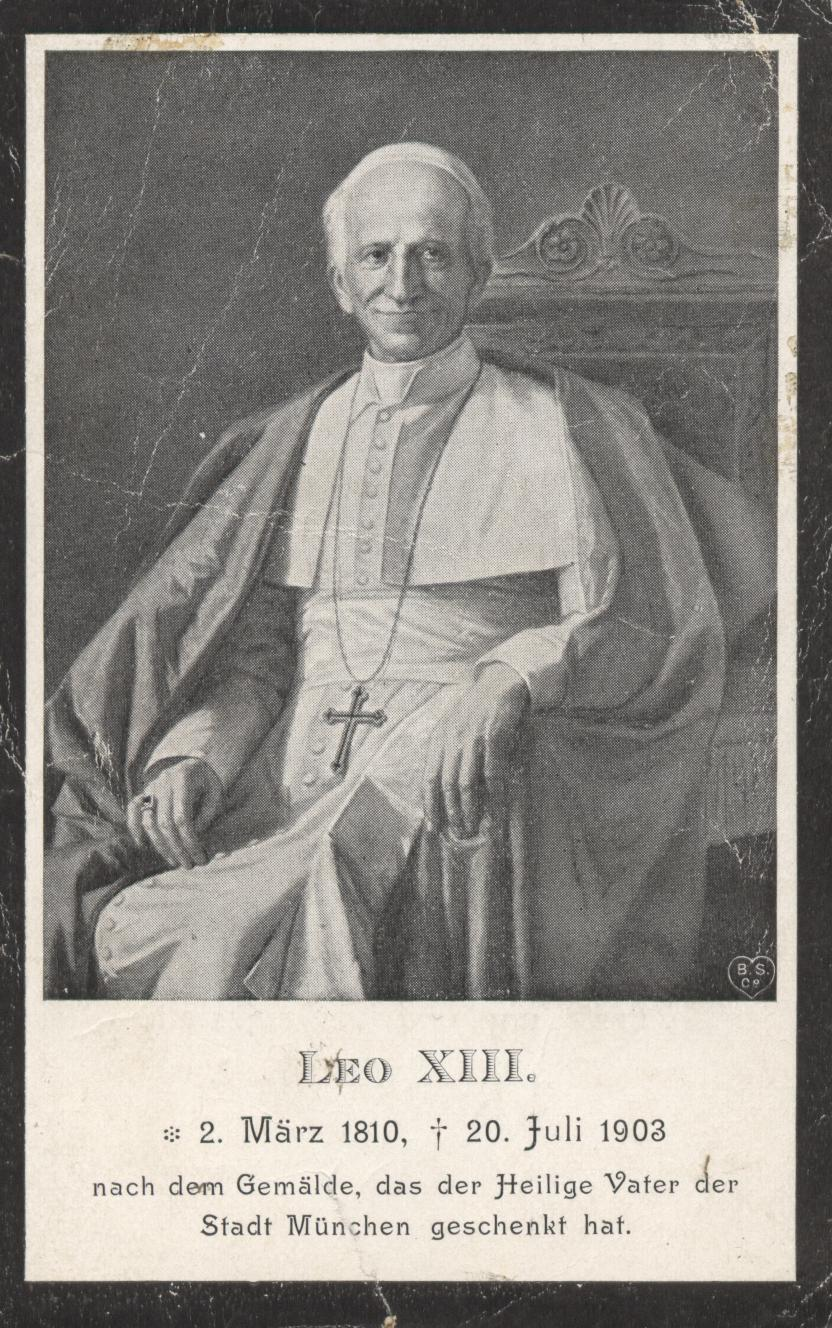
Leo XIII. (deutschsprachiges Sterbebildchen)

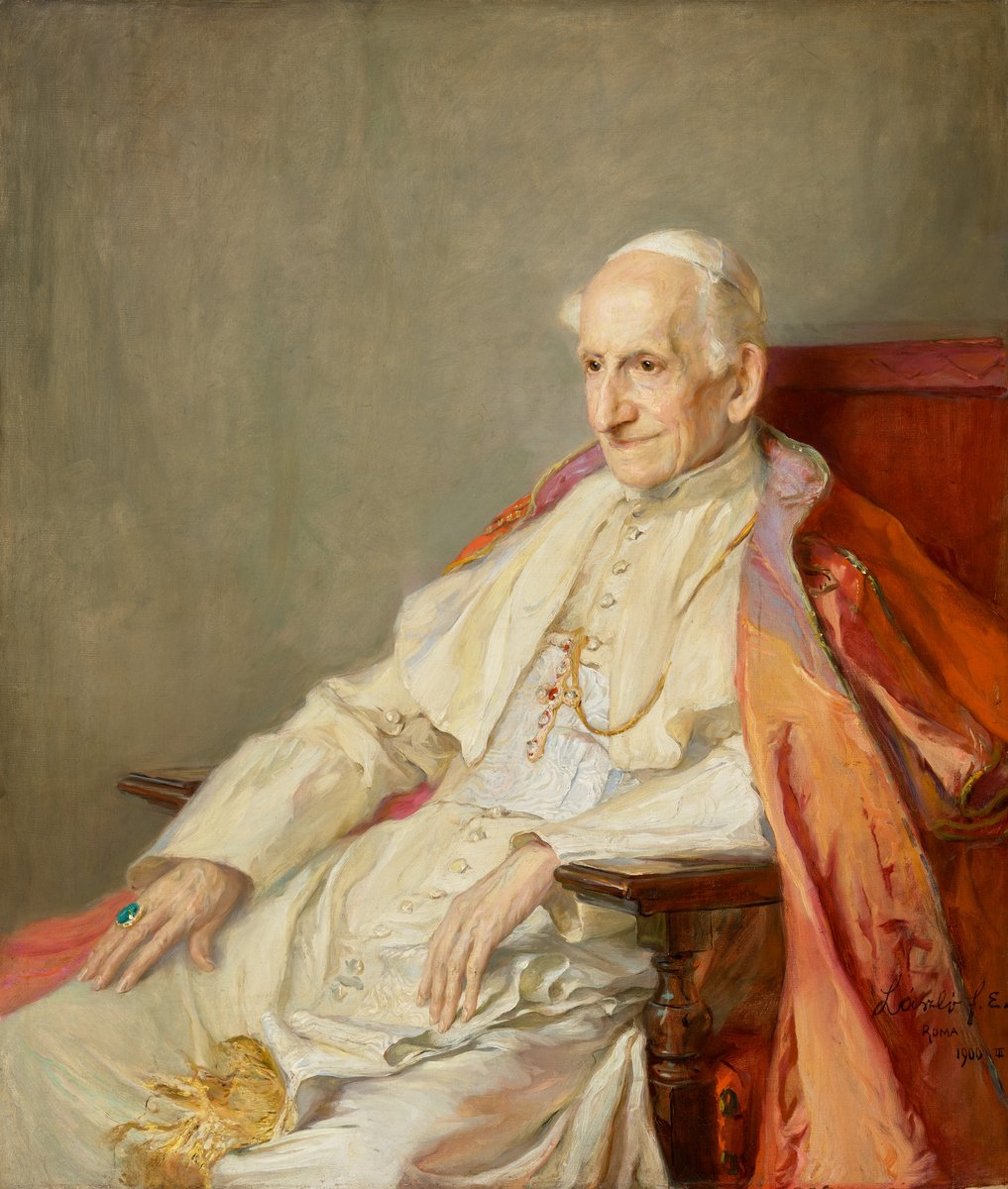
Philip Alexius de László: Porträt von Papst Leo XIII. (1900)

Die 86 leoninischen Enzykliken und weitere apostolische Schreiben im chronologischen Überblick:
- 1878:
  - Inscrutabili Dei consilio, 21. April 1878, Antrittsenzyklika über die „Über das Übel in der Gesellschaft“.
  - Quod apostolici muneris, 28. Dezember 1878, über den Sozialismus.
- 1879:
  - Aeterni Patris, 4. August 1879, über die Restauration der Christlichen Philosophie (Vollendung des menschlichen Denkens im katholischen Glauben. Der Heilige Thomas von Aquin und die Scholastik im Lichte des Päpstlichen Lehramtes.)
- 1880:
  - Arcanum divinae sapientia, 10. Februar 1880, über die christliche Ehe
  - Grande munus, 30. September 1880, über die Slawenapostel Kyrill und Method
  - Sancta Dei civitas, 3. Dezember 1880, über Missionsgesellschaften.
- 1881:
  - Romanos Pontifices, 13. Mai 1881, über die Wiederherstellung der kirchlichen Hierarchie in England
  - Diuturnum illud, 29. Juni 1881, über den Ursprung der bürgerlichen Gewalt.
  - Licet multa, 3. August 1881, über Katholiken in Belgien
- 1882:
  - Etsi nos, 15. Februar 1882, über die Situation in Italien
  - Auspicato concessum, 17. September 1882, über den heiligen Franz von Assisi
  - Cum multa, 8. Dezember 1882, über die Situation in Spanien
- 1883:
  - Supremi apostolatus officio, 1. September 1883, über den Rosenkranz in Geschichte und Gegenwart
  - Salutaris ille, 24. Dezember 1883. Apostolisches Schreiben über die Einfügung der Bitte „Regina sacratissimi Rosarii – ora pro nobis“ in die Lauretanische Litanei.
- 1884:
  - Nobilissima Gallorum gens, 8. Februar 1884, über die religiöse Frage in Frankreich
  - Humanum genus, 20. April 1884, über Freimaurerei
  - Superiore anno, 30. August 1884, über die innere und äußere Form des Rosenkranzgebetes.
- 1885:
  - Immortale Dei, 1. November 1885, über die christliche Verfassung des Staates.
  - Spectata fides, 27. November 1885, über christliche Erziehung
  - Quod auctoritate, 22. Dezember 1885, Ausrufung eines außerordentlichen Heiligen Jahres
- 1886:
  - Iampridem, 6. Januar 1886, über den Katholizismus in Deutschland
  - Quod multum, 22. August 1886, über die Freiheit der Kirche
  - Pergrata nobis, 14. September 1886, über die Kirche in Portugal
- 1887:
  - Vi è ben noto, 20. September 1887, über den Rosenkranz und das öffentliche Leben
  - Officio sanctissimo, 22. Dezember 1887, über die Kirche in Bayern
- 1888:
  - Quod anniversarius, 1. April 1888, über sein Priesterjubiläum
  - In plurimis, 5. Mai 1888, über die Abschaffung der Sklaverei.
  - Libertas praestantissimum donum auch als „Libertas“ bekannt, 20. Juni 1888, über die Natur der menschlichen Freiheit.
  - Saepe nos, 24. Juni 1888, über Boykottierung in Irland
  - Paterna caritas, 25. Juli 1888, über die Vereinigung mit Rom
  - Quam aerumnosa, 10. Dezember 1888, über italienische Immigranten in Amerika
  - Etsi cunctas, 21. Dezember 1888, über die Kirche in Irland
  - Exeunte iam anno, 25. Dezember 1888, über die rechte Ordnung des christlichen Lebens
- 1889
  - Magni nobis gaudi, 7. März 1889, über die Katholische Universität von Amerika
  - Quamquam pluries, 15. August 1889, über den wegen der Not der Zeit anzuflehenden Schutz und Beistand des hl. Josef in Vereinigung mit der jungfräulichen Gottesgebärerin.
- 1890:
  - Sapientiae christianae, 10. Januar 1890, über die Christen als Bürger.
  - Dall’alto dell’Apostolico Seggio, 15. Oktober 1890, über Freimaurerei in Italien
  - Catholicae ecclesiae, 20. November 1890, über Sklaverei in den Missionsgebieten.
- 1891:
  - In ipso supremi, 3. März 1891, über Bischofsversammlungen in Österreich
  - Rerum Novarum. 15. Mai 1891, über den Zustand der arbeitenden Klasse (erste umfassende Enzyklika zur Katholischen Soziallehre).
  - Pastoralis, 25. Juli 1891, über religiöse Vereinigung
  - Pastoralis officii, 12. September 1891, über die sittlichen Probleme des Duellierens
  - Octobri mense, 22. September 1891, über den Rosenkranzmonat
- 1892:
  - Au milieu des sollicitudes, 16. Februar 1892, über Kirche und Staat in Frankreich
  - Quarto abeunte saeculo, 16. Juli 1892, über die 400-Jahr-Feier des Kolumbus
  - Magnae Dei matris, 8. September 1892, über den Rosenkranz und das christliche Leben
  - Custodi di quella fede, 8. Dezember 1892, über die Freimaurerei
  - Inimica vis, 8. Dezember 1892, über die Freimaurerei
- 1893:
  - Ad extremas, 24. Juni 1893, über Seminare für einheimische Priester in den Missionsländern
  - Constanti Hungarorum, 2. September 1893, über die Kirche in Ungarn
  - Laetitiae sanctae, 8. September 1893, über den Rosenkranz und die rechte Ordnung der menschlichen Sozialgemeinschaft.
  - Providentissimus Deus, 18. November 1893, über das Studium der Heiligen Schrift (die erste große Bibel-Enzyklika)
  - Non mediocri, 25. Oktober 1893, über das spanische Priesterseminar in Rom
- 1894:
  - Caritatis, 19. März 1894, über die Kirche in Polen
  - Inter graves, 1. Mai 1894, über die Kirche in Peru
  - Praeclara gratulationis publicae, 20. Juni 1894, über die Vereinigung im Glauben in der Einen Kirche.
  - Litteras a vobis, 2. Juli 1894, über den Klerus in Brasilien
  - Iucunda semper expectatione, 8. September 1894, über den Rosenkranz als Betrachtung und als Gebet.
  - Christi nomen, 24. Dezember 1894, über die Verbreitung des Glaubens und die Ostkirchen
- 1895:
  - Longinqua, 6. Januar 1895, über die Katholiken in den Vereinigten Staaten
  - Permoti nos, 10. Juli 1895, über die sozialen Bedingungen in Belgien
  - Adiutricem populi, 5. September 1895, über den Rosenkranz
- 1896:
  - Insignes, 1. Mai 1896, über die ungarische Tausendjahrfeier
  - Satis cognitum, 29. Juni 1896, über die Einheit der Kirche
  - Apostolicae curae, 13. September 1896, über die anglikanischen Bischofs- und Priesterweihen (Endgültige Entscheidung des Obersten Kirchlichen Lehramtes zur Frage der Gültigkeit der Bischofs- und Priesterweihen nach dem durch die Anglikaner reformierten Ritus).
  - Fidentem piumque animum, 20. September 1896, über den Rosenkranz als das Gebet zur Vermittlerin der Gnaden.
- 1897:
  - Divinum illud munus, 9. Mai 1897, über den Heiligen Geist
  - Militantis ecclesiae, 1. August 1897. Ehrung zum 300. Todestag von Petrus Canisius; Fromme Schulbildung und öffentliches Leben, Pflichten gebildeter und gelehrter Katholiken.
  - Augustissimae Virginis Mariae, 12. September 1897, über die Rosenkranzbruderschaft und die Engel des Himmels.
  - Affari vos, 8. Dezember 1897, über die Manitoba-Schulfrage
- 1898:
  - Caritatis studium, 25. Juli 1898, über die Kirche in Schottland
  - Spesse volte, 5. August 1898, über die Unterdrückung katholischer Einrichtungen
  - Quam religiosa, 16. August 1898, über das bürgerliche Eherecht
  - Diuturni temporis, 5. September 1898, über das Rosenkranzfest.
  - Quum diuturnum, 25. Dezember 1898, Einladung zur lateinamerikanische Bischofsvollversammlung
- 1899:
  - Testem benevolentiae nostrae, 22. Januar 1899, päpstlicher Brief betreffs neuer Meinungen, Tugend, Natur und Gnade, unter Berücksichtigung des Amerikanismus
  - Annum sacrum, 25. Mai 1899: „Zum heiligen Jahr“ weiht der Papst die ganze Welt dem Herzen Jesu.
  - Depuis le jour, 8. September 1899, über die Priesterausbildung (Frankreich)
  - Paternae, 18. September 1899, über die Priesterausbildung (Brasilien)

- 1900:
  - Omnibus compertum, 21. Juli 1900, über die Einheit mit den griechischen Melchiten
  - Tametsi futura prospicientibus, 1. November 1900, über Jesus Christus, den Erlöser
- 1901:
  - Graves de communi re, 18. Januar 1901, über die Christliche Demokratie.
  - Gravissimas, 16. Mai 1901, über den religiösen Auftrag in Portugal
  - Reputantibus, 20. August 1901, über die Sprachenfrage in Böhmen
  - Parta humano generi, 8. September 1901. Apostolisches Schreiben über den Rosenkranz als Schutz gegen Häresien.
  - Urbanitatis veteris, 20. November 1901, über die Gründung eines Priesterseminars in Athen
- 1902:
  - Annum ingressi sumus, 19. März 1902, Apostolisches Schreiben zum 25. Pontifikatsjahr
  - In amplissimo, 15. April 1902, über die Kirche in den Vereinigten Staaten
  - Quod votis, 30. April 1902, über die vorgeschlagene Katholische Universität
  - Mirae caritatis, 28. Mai 1902, über die heilige Eucharistie
  - Vigilantiae studiique, 30. Oktober 1902, Gründung der Päpstlichen Bibelkommission
  - Quae ad nos, 22. November 1902, über die Kirche in Böhmen und Mähren
  - Fin dal principio, 8. Dezember 1902, über die Priesterausbildung
  - Dum multa, 24. Dezember 1902, über die Ehegesetzgebung in Ecuador und auch nur an die Bischöfe Ecuadors

## Heilig- und Seligsprechungen, Kirchenlehrer

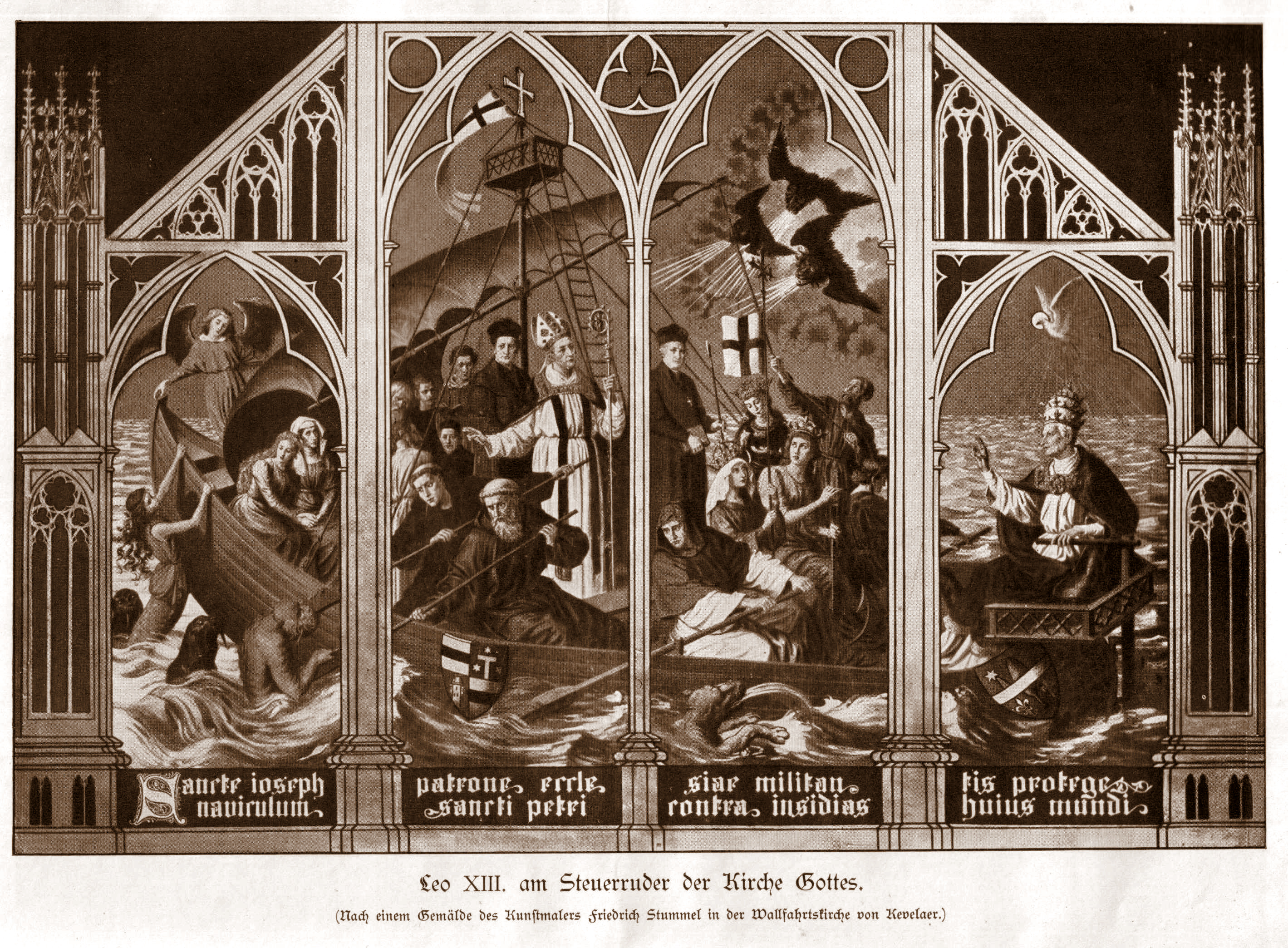
Der Papst ist Nachfolger des Apostels Petrus und Bischof von Rom. Hier ist Leo XIII. am Steuerruder der Kirche Gottes. Nach einem Gemälde des Kunstmalers Friedrich Stummel in der Wallfahrtskirche von Kevelaer.

### Seligsprechungen
Papst Leo XIII. hat folgende Personen seliggesprochen:
- 1881: Urban II.
- 1886: John Shert, Richard Thirkeld, Edmund Campion, Thomas Abel, Edward Powell, Richard Featherstone
- 1888: Ägidius Maria vom Heiligen Joseph, Josefa Maria von der heiligen Agnes, Klemens Maria Hofbauer
- 1889: Johannes Gabriel Perboyre
- 1893: Falco, Gerhard Majella, Johannes Alcober Figuero, Peter Sanz
- 1894: Johannes von Avila, Idesbald von Dünen
- 1895: Adrian Fortescue, Johanna von Toulouse, Johannes Rugg, Johannes Beche, Thaddäus MacCarthy
- 1898: Innozenz V.
- 1899: Raimund von Capua
- 1900: Maria Crescentia Höss, Maria Margaret Martinengo, Clemens Ignatius Delgado Cebrián, François-Régis Clet

### Heiligsprechungen
Folgende Personen wurden von ihm heiliggesprochen:
- 1881: Benoît Joseph Labre, Klara von Montefalco, Giovanni Battista de’ Rossi, Laurentius von Brindisi
- 1883: Karl I. von Flandern („der Gute“), Adalbero von Würzburg (Kult approbiert)
- 1887: Alexis Falconieri, Alfons Rodriguez
- 1888: die sieben Gründer des Servitenordens, Jan Berchmans, Petrus Claver
- 1890: Lidwina von Schiedam (Kult approbiert)
- 1897: Antonio Maria Zaccaria, Pierre Fourier, Hroznata (Kult approbiert)
- 1899: Beda Venerabilis
- 1900: Jean Baptiste de La Salle, Rita von Cascia
- 1902: Eurosia von Jaca

### Ernennungen zum Kirchenlehrer

Wappen Leos XIII.

Cyrill von Alexandrien wurde 1882 von Papst Leo XIII. zum Kirchenlehrer ernannt, 1890 folgte Johannes von Damaskus, den er außerdem zum Patron der Theologiestudenten des Ostens ausrief. Und 1893 erhob er auch Cyrill von Jerusalem zum Kirchenlehrer.
Bonaventura wurde von Papst Leo XIII. als „Fürst aller Mystiker“ bezeichnet.

## Wappen
Das Wappen des Papstes ist das Stammwappen der Familie Pecci: In Blau eine schlanke grüne Zypresse, darüber ein silberner Querbalken; die Zypresse unter dem Balken begleitet von zwei silbernen Lilien, über dem Balken rechts (= optisch links) ein goldener Stern mit Schweif. Der Baum wächst in zeitgenössischen Wappenzeichnungen meist aus einem grünen oder auch erdfarbenen Schildfuß. Manche Darstellungen des Wappens sind von einem Schriftband mit dem Wahlspruch „Lumen de coelo“ (Licht vom Himmel) begleitet. Frühere Darstellungen des Familienwappens zeigen den Querbalken abweichend nicht über den gesamten Schild gelegt, sondern hinter dem Baum.

## Varia

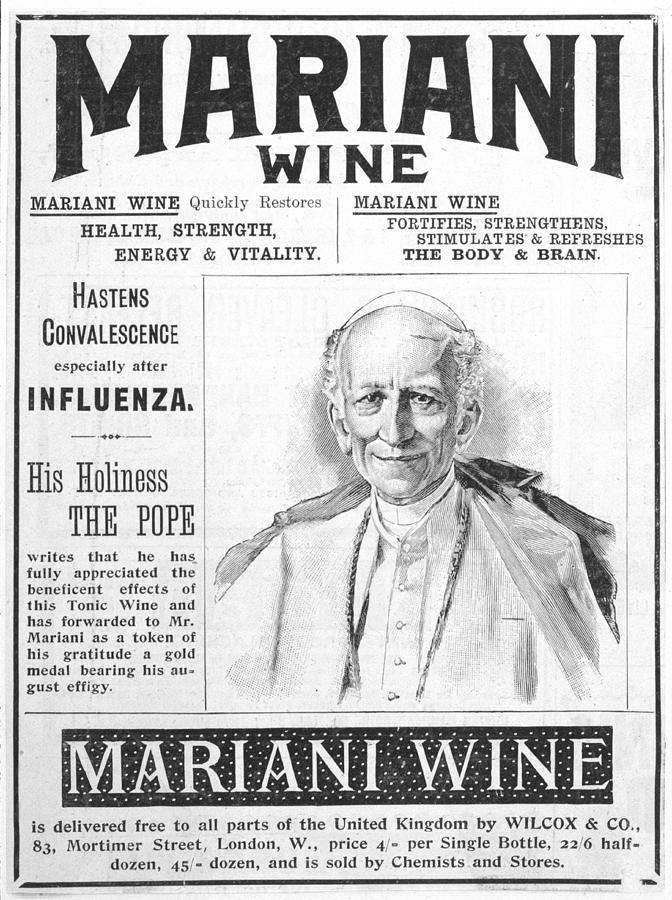
Papst Leo XIII. für Mariani-Wein

Leo XIII. verlieh dem Vin Mariani eine Goldmedaille und ließ sich als Testimonial auf einem Werbebild für das Getränk abbilden. Damals wusste man noch nicht, dass das Getränk den Ethylester des Benzoylecgonins enthält, der dem Methylester des Benzoylecgonins (Kokain) strukturell sehr ähnlich ist.
Leo war der erste Papst, dessen Stimme aufgenommen wurde. Es liegt eine Tonaufnahme aus dem Jahr 1884 vor, in welcher er, aus seiner Enzyklika Humanum genus vorlesend, die Freimaurerei verdammt und verurteilt. Außerdem existiert eine 45-sekündige Aufnahme, die Giovanni Bettini mit einem Phonographen auf einer Wachsrolle aufzeichnete, in der der zu diesem Zeitpunkt 93-jährige Papst am 5. Februar 1903 – also fünf Monate vor seinem Tod – das Ave Maria betete. Man kann sie heute noch auf einer CD mit Gesängen des Kastraten Alessandro Moreschi hören.

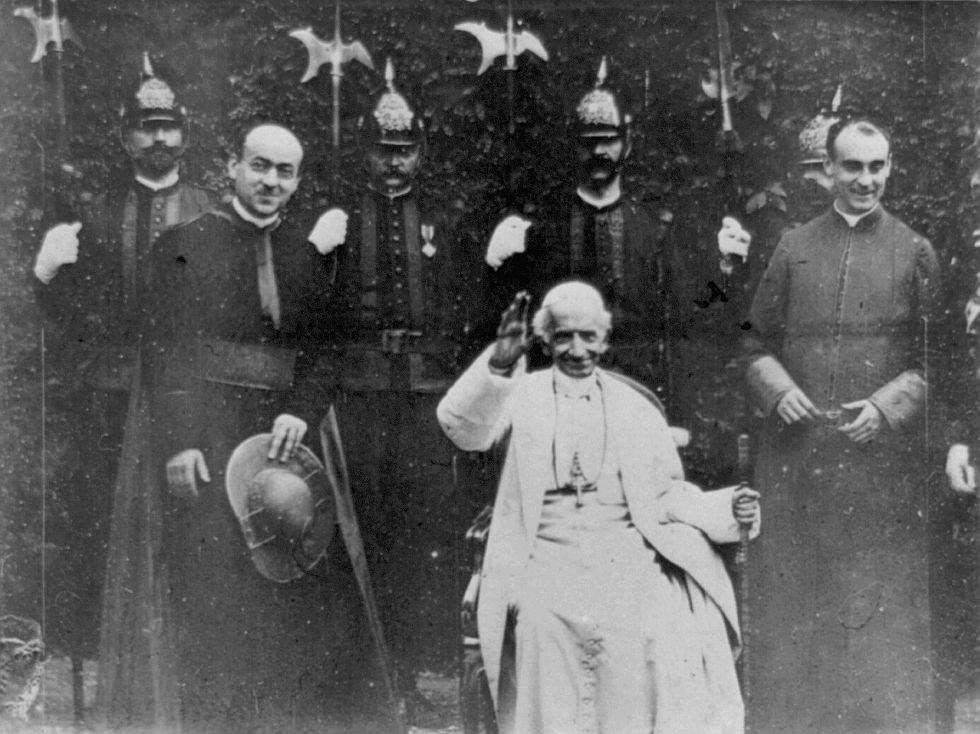
Leo XIII. im Jahr 1896, Standbild aus dem Film „Sua Santità Papa Leone XIII“ von Vittorio Calcina

Außerdem war er der erste Papst, der mit einer Kamera gefilmt wurde, von William Kennedy Laurie Dickson. Dickson hatte die dafür benutzte Kamera selbst erfunden, die nach der Aufnahme vom Papst gesegnet wurde. Die Aufnahme existiert noch.
Mit 93 Jahren und 4 Monaten war Leo XIII. der an Lebensjahren älteste Papst zum Ende seines Pontifikats. Mit seiner Amtszeit von mehr als 25 Jahren gehört er zudem zu den am längsten regierenden Päpsten. Sein unmittelbarer Vorgänger, Pius IX., war mit mehr als 31 Jahren noch länger im Amt. Später hatte Johannes Paul II. eine Amtszeit von mehr als 26 Jahren.
Im Jahre 1883 wurde auf seinen Erlass hin das Vatikanische Geheimarchiv öffentlich zugänglich gemacht. Zuvor konnten nur wenige die dort vorhandenen archivalischen Quellen nutzen.
Leo XIII. ließ ab 1887 die Cappella Pecci in der Kirche Santissime Stimmate di San Francesco neu als Grablege für Familienmitglieder der Familie Pecci ausgestalten. Dort beerdigt sind seine Mutter und sein Bruder sowie später verstorbene Angehörige der Familie.
Stefan George verfasste ein Gedicht auf Leo XIII. Nach Wolfgang Frommel ist dies das einzige bedeutende deutsche Gedicht auf einen Papst.